# Итиуба
Итиуба (порт. Itiúba)  —  муниципалитет в Бразилии, входит в штат Баия. Составная часть мезорегиона Северо-центральная часть штата Баия. Входит в экономико-статистический микрорегион Сеньор-ду-Бонфин. Население составляет 36 374 человека на 2006 год. Занимает площадь 1730,792 км². Плотность населения — 21,0 чел./км².
Праздник города —  17 января.

## Статистика
- Валовой внутренний продукт на 2003 год составляет 50 862 103,00 реалов (данные: Бразильский институт географии и статистики).
- Валовой внутренний продукт на душу населения на 2003 год составляет 1413,11 реалов (данные: Бразильский институт географии и статистики).
- Индекс развития человеческого потенциала на 2000 год составляет 0,574 (данные: Программа развития ООН).